# 鲁布格镇
鲁布格镇，是中华人民共和国贵州省黔西南布依族苗族自治州兴义市下辖的一个乡镇级行政单位。

## 行政区划
鲁布格镇下辖以下地区：
发玉村、中寨村、坪上村和新土界村。